# Волмарансстад
Волмарансстад, африк. Wolmaransstad — фермерский городок, расположенный на Национальном шоссе N12 между Йоханнесбургом и Кимберли в Северо-Западной провинции ЮАР. Город расположен в зоне, где добывается много алмазов. Является административным центром муниципалитета Маквасси-Хилс.
Находится в 245 км к юго-западу от Йоханнесбурга и в 56 км к северо-востоку от Блумхофа. Был заложен в месте, где находились фермы Родеранд и Флакфонтейн, в 1888 г., и провозглашён городом в 1891 г. Назван в честь Якобуса Волмаранса, члена магистратуры города.
Туристские достопримечательности:
- миссия Броудбент
- дорога Копателей алмазов
- природный заказник Маквассиранте
- природный заказник Дамба Волвеспрёйт